# True Norwegian Black Metal - Live in Grieghallen
True Norwegian Black Metal - Live in Grieghallen este primul album live al formației Gorgoroth. Este un album live atipic pentru că nu a fost înregistrat în timpul unui concert, ci în studioul Grieghallen din Bergen; acest studio este specializat în black metal, printre formațiile care au înregistrat albume aici numărându-se Burzum, Emperor, Enslaved, Immortal și Mayhem.
Albumul a fost înregistrat în 2007 (înainte de scindarea formației), în această primă sesiune King ov Hell fiind cel care cântă la chitară bas. În 2008 Infernus a reînregistrat el însuși chitara bas, anulând astfel contribuția lui King ov Hell. În iulie 2008, la o lună după lansarea albumului, Gaahl și King ov Hell (care în momentul respectiv erau proprietarii numelui Gorgoroth) au acuzat casa de discuri Regain Records că a încălcat termenii contractuali. Ca urmare Regain Records a fost forțată să stopeze distribuția albumului până la finalizarea disputei legale dintre Infernus pe de o parte și Gaahl și King ov Hell pe de altă parte. În iunie 2009, la trei luni după ce justiția a decis că Infernus e proprietarul de drept al numelui Gorgoroth și la un an după lansarea albumului, Pest a reînregistrat părțile vocale. Acest lucru nu a schimbat însă nimic, deoarece albumul fusese deja pus în vânzare. 

## Lista pieselor
- Piesele 1 și 5 sunt de pe Antichrist
- Piesa 2 e de pe Destroyer (Or About How to Philosophize with the Hammer)
- Piesele 3, 7 și 8 sunt de pe Under the Sign of Hell
- Piesa 4 e de pe Twilight of the Idols (In Conspiracy with Satan)
- Piesa 6 e de pe Incipit Satan

1. "Bergtrollets hevn" (Răzbunarea trolului de munte) - 03:16
2. "Destroyer" - 02:50
3. "The Rite Of Infernal Invocation" - 03:37
4. "Forces Of Satan Storms" - 04:34
5. "Possessed (By Satan)" - 05:07
6. "Unchain My Heart!!!" - 04:28
7. "Profetens åpenbaring" (Revelațiile profetului) - 04:21
8. "Revelation Of Doom" - 03:00

## Personal
- Infernus - chitară, chitară bas
- Gaahl - vocal
- Garghuf - baterie
- Teloch - a doua chitară